# Herman Snijders
Herman Christoffel Snijders (Willemstad, Curaçao, 25 december 1953 – Amsterdam, 30 september 2021) was een Surinaams componist, dirigent en trombonist.

## Levensloop
Herman Snijders was een neef van de fluitist Ronald Snijders. Hij kreeg zijn eerste muzieklessen van zijn oom Edgar Snijders (vader van Ronald) en werd op zijn elfde lid van het orkest van de Stedelijke Muziekschool van Paramaribo. Sinds 1974 was hij kapelmeester van de Militaire Kapel van de TRIS in Suriname.
Rond 1974 ging hij op zijn 23e naar Nederland. Tussen 1976 en 1977 vervulde hij zijn militaire dienstplicht en daarna ging hij naar het Koninklijk Conservatorium in Den Haag, waar hij in 1982 slaagde voor zijn diploma voor bandmaster. Hij bleef in Nederland tot 1986 en was ondertussen actief als privémuziekleraar, arrangeur, componist en trombonist. Daarnaast dirigeerde hij sinds 1977 harmonie- en fanfareorkesten.
In 1986 werd hij door het Surinaamse ministerie van Onderwijs benoemd tot hoofd van de muziekafdeling van het directoraat Cultuur. Het jaar erop werd hij waarnemend directeur van het Cultureel Centrum Suriname. In 2010 trad hij aan als directeur van de Nationale Volksmuziekschool.
Snijders ging rond 2021 naar Nederland voor medische zorg. Eind september 2021 overleed hij na een ziekbed in Amsterdam. Hij is 67 jaar oud geworden.
In 2022 werd hij een maand lang geëerd met een plaats op de Iconenkalender van NAKS.

## Composities
Snijders componeerde voor orkest, piano en klassiek gitaar muziek, en in verschillende stijlen, variërend van muziek voor bigbands en symfonieorkesten, tot kinderliedjes, popdeuntjes, commercials en theateropvoeringen.

### Werken voor orkest
- Hoe wij hier ook samen kwamen, voor orkest

### Missen en gewijde muziek
- 1991 Mis in F-groot, voor solisten, gemengd koor en harmonieorkest

### Werken voor harmonieorkest
- 1978 Gospelatic
- 1981 Pina Colada
- 1981 Poku Gi Wan Konmakandra, muziek voor een feest
- 1982 Tango For A toreador
- 1982-1983 Concierto Tipico, voor gitaar en harmonieorkest
  1. Danza Gitana
  2. Cantilena
  3. Burlesca
- 1986 Band Event
- 1986 Paramaribo, suite over Surinaamse melodieën voor harmonieorkest
  1. Mus' dei
  2. Mamenten tori
  3. Lenki koksi
- 1988 Prelude and March
- 1990 Cirandihna, Lambada
- 1990 Lambadina
- 1996 The Musicians

### Kamermuziek
- Yopi (Kaseko Music), voor koperensemble

### Werken voor piano
- 2002 One years of Classical Music in the Guianas: Selected Pieces for Pianoforte  (samen met: Joycleynne Loncke)

### Werken voor gitaar
- Gitarremusik aus Suriname
  1. Odi, Odi, "Fu san ede mi mu dede"
  2. "Badji"
  3. "Nanga palm wi de go"
  4. Kamalama
  5. Uma

- Gemeinsame Normdatei: 13489250X
- International Standard Name Identifier: 0000 0000 5552 2050
- Library of Congress Control Number: nr96040282
- MusicBrainz: f9ea1be1-e802-4067-bb99-3c63727343d9
- Nederlandse Thesaurus van Auteursnamen: 084993006
- Virtual International Authority File: 41741698
- WorldCat: E39PBJrgJvk3VX6v3WqBD8HDMP